# 田坂藍
田坂 藍（たさか あい、1991年6月11日 - ）は、日本の女子ラグビーユニオン選手。Tokyo SANKYU Phoenix Rugby Clubに所属する。

## プロフィール
- 埼玉県さいたま市出身。
- 身長 167cm、体重 63kg
- 7人制女子日本代表に選ばれたことがある[1]。
- 15人制女子日本代表の主将を務めたことがある[2]。
- ポジションはフルバック(FB)[3]。
- ニックネームはあいちゃん[4]。

## 来歴
大学からラグビーを始めた。
埼玉大学附属小学校、埼玉大学附属中学校、淑徳与野高校を経て、2014年、日本体育大学卒業後、赤城乳業に入社。
2017年、女子ラグビーワールドカップ2017の15人制女子日本代表に選ばれた。
2023年11月20日、入籍。